# Metodo soleras
Il metodo soleras o criaderas y soleras è un sistema per l'invecchiamento di rum e brandy e vini liquorosi.

## Caratteristiche
Consiste nel disporre delle botti di rovere su alcune file sovrapposte, iniziando a riempire solo le botti più in alto; dopo un anno una parte del contenuto viene travasato nelle botti che si trovano al livello inferiore, e quelle superiori vengono riempite con il nuovo vino, rum o brandy, ed il procedimento si ripete di anno in anno; in tale maniera il vino che si trova nelle botti alla base, pronto per il consumo, risulta composto da uve di annate diverse, e di anno in anno si arricchisce di particolari sapori.
In pratica, con il metodo soleras si mettono cinque botti, costruite con legni differenti, in verticale una sopra l'altra e l'ultima piena per 2/3. Nel momento in cui si aggiunge del vino ad invecchiare nella botte posta in sommità (detta criadera), 1/3 del contenuto viene trasferito nella botte sottostante, e così si prosegue fino ad arrivare a quella posta al suolo (detta solera) piena, dove 1/3 del vino di almeno cinque anni, viene tolto e imbottigliato.

## Utilizzo
Già conosciuto in Spagna e in Portogallo per la produzione rispettivamente dello Sherry e del Madera, fu introdotto nel 1812 da Benjamin Ingham in Sicilia per l'affinamento del Marsala. Questo metodo viene utilizzato anche per la produzione dell'aceto balsamico tradizionale.